# Nemacheilus kapuasensis
 Nemacheilus kapuasensis és una espècie de peix de la família dels balitòrids i de l'ordre dels cipriniformes.

## Morfologia
Els mascles poden assolir els 71 cm de longitud total.

## Distribució geogràfica
Es troba a Sumatra i a l'oest de Borneo.